# Samiska skriftspråk

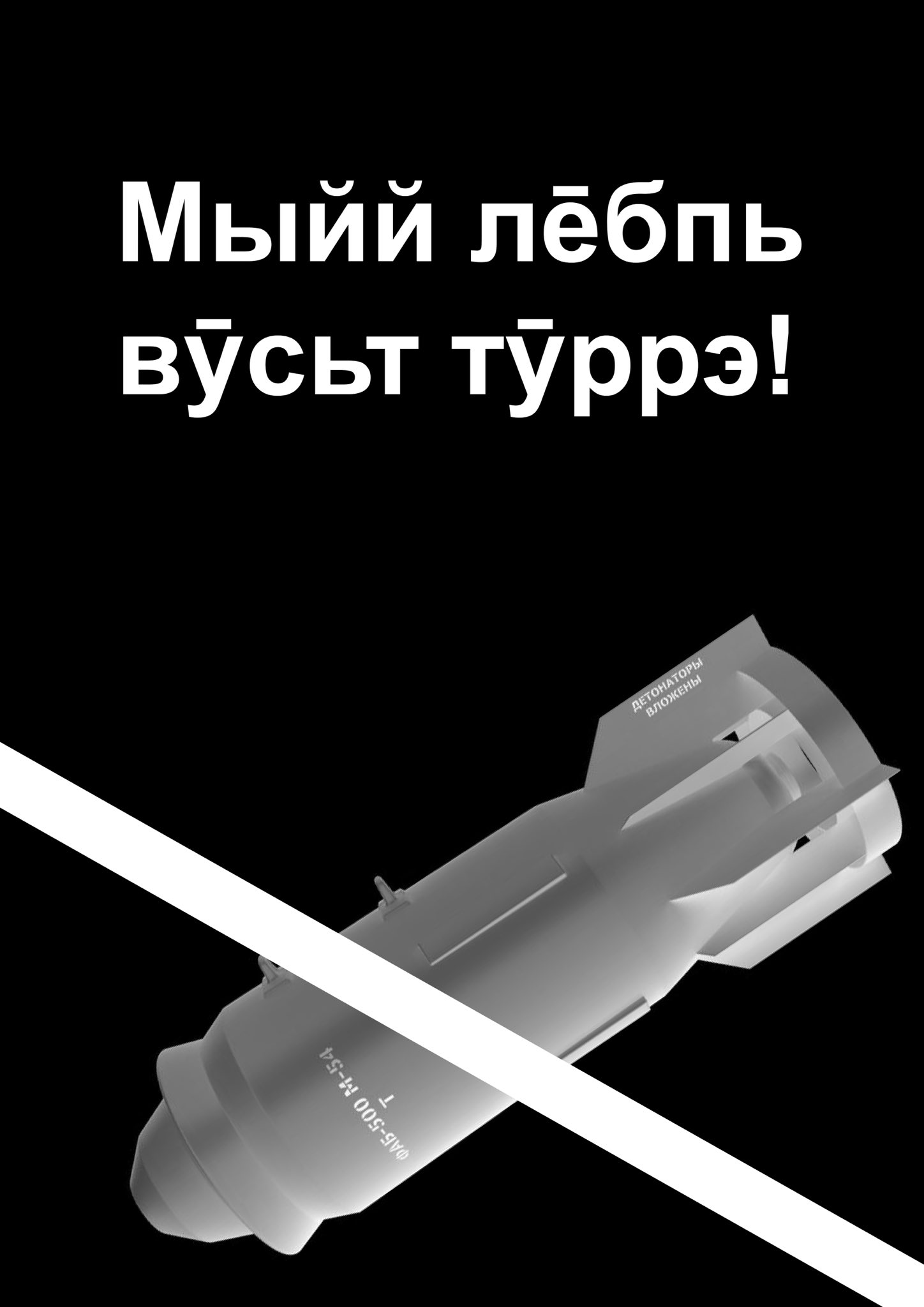
„Vi är mot kriget!“ Antikrigsplansch i modern kildinsamisk ortografi

De samiska skriftspråken har en kort historia. Det samiska språkområdet består av tio olika språk. Det finns inget enhetligt skriftspråk för de olika språken, därtill skiljer de sig alltför mycket från varandra. Vidare har flera olika skriftspråk för varje språk arbetats fram vid olika tidpunkter.

## Skriftspråk
Det finns åtta normerade skriftspråk för olika samiska språk: sydsamiska, pitesamiska, lulesamiska, umesamiska, nordsamiska, enaresamiska, skoltsamiska och kildinsamiska. Kildinsamiskan använder det kyrilliska alfabetet medan övriga skriftspråk baseras på det latinska alfabetet.
Akkalasamiska skrevs med det kyrilliska alfabetet i en religiös text i slutet av 1800-talet. Under sen 1900-talet publicerades också korta litterära texter av tersamiska författare som använder kildinsamiska skrivregler med små modifikationer.

## Historia

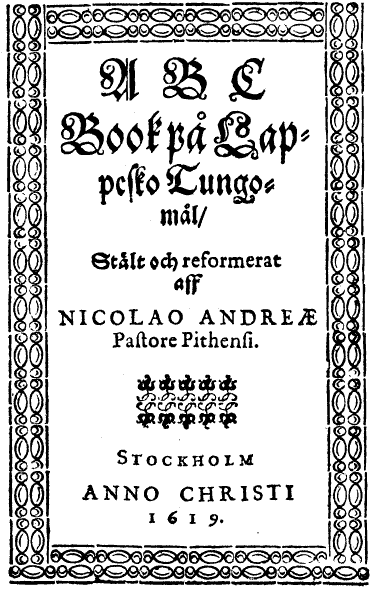
Titelblad till den första tryckta boken på samiska, ABC Book på Lappesko Tungomål

### Den äldsta historien
Det finns ett exempel på en runinskrift som kan innehålla ett samiskt ord, ordet för att komma (nords. boahtit). Ordet är i formen boattiat i en inskrift från Island från ca 1070–1175.
År 1617 färdigställde kyrkoherden i Piteå, Nicolaus Andreæ en abc-bok och en mässbok på samiska. De utkom 1619 och blev de första tryckta böckerna på samiska. Språkvetaren K.B. Wiklund, som analyserat de båda böckerna, menar dock att Nicolaus Andreæ måste ha haft mycket bristfälliga kunskaper i samiska.
Senare under 1600-talet utkom två böcker på umesamiska, översatta av samen Olaus Graan. Den första var Enfaldige och korte frågor sampt swar aff Thesauro Catechetico Paulini, sammanhemtade för lapparnas ungdom til nyttigh och gudeligh information, tryckt 1668. Boken var en översättning av Laurentius Paulinus Gothus Thesaurus catecheticus. Den andra boken, tryckt 1669, var en bearbetad och utvidgad version av Manuale Lapponicum innehållande 39 psalmer, en version av den svenska kyrkohandboken, en evangeliebok, Kristi lidandes historia och fem böner.
En avgörande roll för utformningen av ett standardiserat samiskt skriftspråk spelades av Pehr Fjellström, skolmästare vid Skytteanska skolan i Lycksele från 1718 och kyrkoherde i Lycksele församling från 1739. Han utarbetade den samiska grammatiken Grammatica lapponica (1738), en svensk-samisk ordbok Dictionarium sueco-lapponicum (1738) och en samisk ABC-bok. Pehr Fjellström beskrev två huvudvarianter av samiska. Den ena var dialectus borealior, den nordligare dialekten, som närmast motsvarade språket i Pite lappmark (Arjeplog samt eventuellt den nordligaste delen av Lycksele lappmark, den gamla Granbyn). Den andra var dialectus australior, den sydligare dialekten, det vill säga det språk som talades i den sydligare delen av Lycksele lappmark samt i Åsele lappmark.
Tillsammans med andra lappmarkspräster utarbetade Pehr Fjellström vid mitten av 1700-talet det så kallade sydlapska bokspråket som var avsett att överbrygga dialektskillnaderna och fungera som skriftspråk inom hela det samiskspråkiga området i Sverige. Efter att ha modifierats av Pehr Högström blev det sydlapska bokspråket det dominerande språket för utgivning av samiska böcker, främst religiösa sådana, under 1700- och 1800-talen i Sverige. Det visade sig dock fungera dåligt längst i norr, varför Lars Levi Læstadius utarbetade en egen variant, ibland kallad det nordlapska bokspråket.
Det sydlapska bokspråket avlöstes omkring sekelskiftet 1900 av ett lulesamiskt bokspråk, utformat av språkforskaren K.B. Wiklund. Han menade att lulesamiskan var särskilt väl lämpad som bokspråk eftersom den talades inom en centralt belägen del av det samiska språkområdet och relativt lätt kunde förstås av samer i såväl Pite lappmark i söder som Torne lappmark i norr.
Under 1900-talet började mer icke-religiös litteratur att ges ut på samiska, både originaltexter och översatta texter. Den första romanen som gavs ut av en samisk författare var Muitalus sámiid birra av Johan Turi, som utkom 1910 på nordsamiska och berättar om de samtida renskötande samernas liv.

### De moderna skriftspråken växer fram
Det dröjde innan ansträngningarna att utforma skriftspråk ledde till standardisering. Ett gemensamt nordsamiskt skriftspråk för Sverige och Norge har funnits sedan 1947. På 1970-talet gjordes en del förändringar av den samiska språknämnden. Det nordsamiska skriftspråk gjordes då gemensamt med Finland. Enhetliga regler beträffande stavningen togs fram.
Den nya ortografin började användas i tryck 1979. Nordsamiska skriftspråk har sju bokstäver som inte finns i det svenska skriftspråket. Det är tecken för ng-ljudet (ŋ) , tonande och tonlöst tje-ljud (č,ž), tonande och tonlöst läspljud (đ, ŧ), långt a (á) och sje-ljudet (som skrivs med š). Dessutom används c och z för ljudet t+s. 
Moderna operativsystem och ordbehandlare erbjuder val av både samiska tecken och samiska tangentbord.

## Skriftspråkens utseende
Så här ser sex av samiskans sju olika skriftspråk ut.

### Nordsamiska
Nordsamiskan har det mest använda skriftspråket. Den har också längst historia som skriftspråk och är uppe i sin nionde version. Den senaste fastställdes 1979 och modifierades senast 1985.
| А а | Á á | B b | C c | Č č | D d | Đ đ | E e |
| F f | G g | H h | I i | J j | K k | L l | M m |
| N n | Ŋ ŋ | O o | P p | R r | S s | Š š | T t |
| Ŧ ŧ | U u | V v | Z z | Ž ž |     |     |     |

### Sydsamiska
En gemensam sydsamisk ortografi i Norge och Sverige antogs 1978. Bokstäverna är samma som i svenska och norska bortsett från variationen med ljust och mörkt i-ljud. Mörkt i-ljud kan skrivas med två prickar (ï). 
Man kan välja om man vill använda svenska eller norska tecken för å, ä och ö.
| А а   | B b   | (C c) | D d | E e   | F f | G g   | H h   |  |  |
| I i   | (Ï ï) | J j   | K k | L l   | M m | N n   | O o   |  |  |
| P p   | (Q q) | R r   | S s | T t   | U u | V v   | (W w) |  |  |
| (X x) | Y y   | (Z z) | Ä ä | (Æ æ) | Ö ö | (Ø ø) | Å å   |  |  |

### Lulesamiska
K.B. Wiklund utformade ett lulesamiskt skriftspråk omkring sekelskiftet 1900 och presenterade det i boken Lärobok i lapska språket. Tanken var att lulesamiskan skulle kunna användas som ett generellt samiskt skriftspråk, eftersom den kunde förstås av många samer i både norr och söder. Till skillnad från andra varianter av samiska var lulesamiskan dessutom fortfarande relativt fri från såväl svenska som finska lånord av nyare datum.
Den första mer omfattande lulesamiska ordboken hette ”Lulelapsk ordbok” och färdigställdes på 1950-talet. Den svenska standarden för lulesamiskt skriftspråk fastställdes 1983. Typiskt är att man har teckenkombinationer som dtj, ttj, tj och sj. Precis som i sydsamiskan kan man använda norsk eller svensk stavning.
- I Norge används Áá, Åå, Ńń och Ææ
- I Sverige används Áá, Åå, Ńń och Ää

### Enaresamiska

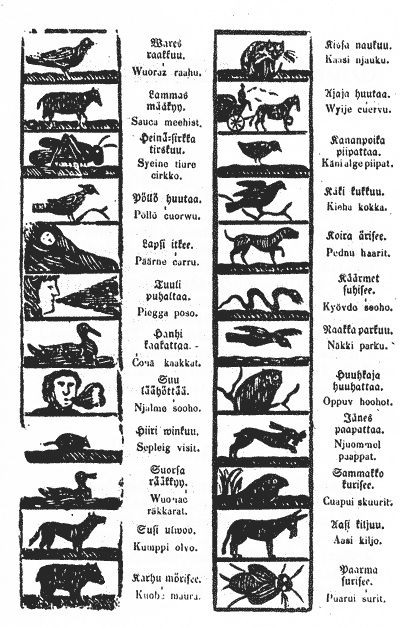
Sida ur Edvard Wilhelm Borgs ABC-bok på finska och enaresamiska från 1859.

Standard för enaresamiska fastställdes 1996.
| А а | Â â | B b   | C c   | Č č | D d | Đ đ | E e |
| F f | G g | H h   | I i   | J j | K k | L l | M m |
| N n | O o | P p   | (Q q) | R r | S s | Š š | T t |
| U u | V v | (W w) | (X x) | Y y | Z z | Ž ž | Ä ä |
| Á á | Å å | Ö ö   |       |     |     |     |     |

### Kildinsamiska
De första försöken till skriftspråk utformades med kyrilliskt alfabet. 1932 infördes emellertid det latinska alfabetet även i kildinsamiskan. Det blev en kort period för redan 1937 återinfördes kyrilliskt alfabetet. Det aktuella alfabetet är från 1980-talet.
| А а | А̄ а̄   | Ӓ ӓ | Б б | В в | Г г | Д д | Е е | Е̄ е̄ |
| Ё ё | Ё̄ ё̄   | Ж ж | З з | Һ һ | (') | И и | Ӣ ӣ | Й й |
| Ј ј | (Ҋ ҋ) | К к | Л л | Ӆ ӆ | М м | Ӎ ӎ | Н н | Ӊ ӊ |
| Ӈ ӈ | О о   | О̄ о̄ | П п | Р р | Ҏ ҏ | С с | Т т | У у |
| Ӯ ӯ | Ф ф   | Х х | Ц ц | Ч ч | Ш ш | Щ щ | Ъ ъ | Ы ы |
| Ь ь | Ҍ ҍ   | Э э | Э̄ э̄ | Ӭ ӭ | Ю ю | Ю̄ ю̄ | Я я | Я̄ я̄ |

Observera att ' är en variant av Һ och Ҋ är en variant av Ј, det finns också en tredje variant av alfabetet som inte använder dessa två bokstäver över huvud taget.

### Skoltsamiska
Den skoltsamiska ortografien utarbetades av lingvister tillsammans med språkaktivister i Finland och blev officiell år 1973. Historiskt har även det kyrilliska alfabetet använts för skoltsamiska. 
| А а   | Â â   | B b   | C c   | Č č | Ʒ ʒ | Ǯ ǯ | D d |
| Đ đ   | E e   | F f   | G g   | Ǧ ǧ | Ǥ ǥ | H h | I i |
| J j   | K k   | Ǩ ǩ   | L l   | M m | N n | Ŋ ŋ | O o |
| Õ õ   | P p   | (Q q) | R r   | S s | Š š | T t | U u |
| V v   | (W w) | (X x) | (Y y) | Z z | Ž ž | Å å | Ä ä |
| (Ö ö) | ʹ     |       |       |     |     |     |     |